# أدونيس البيرينيه
أدونيس البيرينيه (الاسم العلمي: Adonis pyrenaica) نبات حولي من فصيلة الحوذانيات يَعلو نحو 30 سم، بتلاته صفراء اللون،
من 8 إلى 10 تتفتح على صخور المراعي الألبية الجنوبية وفي جبال البرانس خلال شهر تموز.

## موطنها
هذه الأنواع النادرة جدًا هي نبات محلي لجبال البرانس وكورديليرا كانتابريكا في جنوب غرب أوروبا. توجد إحدى المحطات في جبال الألب البحرية في جنوب شرق فرنسا. كما يُزرع كنبات للزينة.